# Newark (Ohio)
Newark (auch New Ark) ist eine City im Licking County im Bundesstaat Ohio der Vereinigten Staaten von Amerika. Sie liegt in der Nähe des Licking River und ist etwa 53 Kilometer (33 Meilen) östlich von Columbus entfernt. Das U.S. Census Bureau ermittelte bei der Volkszählung 2020 eine Einwohnerzahl von 49.934.
Newark ist der Sitz der County-Verwaltung.

## Geographie
Die Koordinaten von Newark sind 40°3′47″N, 82°25′0″W (40,063014, −82,416779). Die Stadt hat eine Fläche von 51,3 Quadratkilometern, wovon 0,8 Quadratkilometer Wasserflächen sind.

## Statistische Daten zur Bevölkerung
Nach der Volkszählung im Jahr 2000 lebten in Newark 46.270 Einwohner. Davon wohnten 926 Personen in Sammelunterkünften, die anderen Einwohner lebten in 19.312 Haushalten und 12.108 Familien. Die Bevölkerungsdichte betrug 914 Einwohner pro Quadratkilometer. Ethnisch betrachtet setzte sich die Bevölkerung zusammen aus 94,12 Prozent Weißen, 3,10 Prozent Afroamerikanern, 0,30 Prozent Einwohnern indianischer Abstammung, 0,60 Prozent Asiaten, 0,03 Prozent Bewohnern aus dem pazifischen Inselraum und 1,51 Prozent aus anderen ethnischen Gruppen. 1,10 Prozent stammten von zwei oder mehr Rassen ab. 0,84 Prozent der Bevölkerung waren spanischer oder lateinamerikanischer Abstammung (sogenannte Hispanics).
In 30,8 Prozent der 19.312 Haushalte lebten Kinder oder Jugendliche unter 18 Jahre. 45,5 Prozent der Einwohner waren verheiratete, zusammenlebende Paare, 13,4 Prozent waren allein erziehende Mütter, 37,3 Prozent waren keine Familien, 31,5 Prozent waren Singlehaushalte und in 12,7 Prozent lebten Menschen im Alter von 65 Jahren oder darüber. Die Durchschnittshaushaltsgröße betrug 2,35 Personen und die durchschnittliche Familiengröße lag bei 2,94 Personen.
Die Bevölkerung der Stadt setzte sich zusammen aus 25,4 Prozent Einwohnern unter 18 Jahren, 9,4 Prozent zwischen 18 und 24 Jahren, 29,2 Prozent zwischen 25 und 44 Jahren, 21,1 Prozent zwischen 45 und 64 Jahren und 14,9 Prozent waren 65 Jahre alt oder darüber. Das Durchschnittsalter betrug 36 Jahre. Auf 100 weibliche Personen kamen 89,7 männliche Personen. Auf 100 Frauen im Alter von 18 Jahren oder darüber kamen statistisch 85,6 Männer.
Das jährliche Durchschnittseinkommen eines Haushalts betrug 34.791 USD, das Durchschnittseinkommen der Familien betrug 42.138 USD. Männer hatten ein Durchschnittseinkommen von 32.542 USD, Frauen 24.868 USD. Das Pro-Kopf-Einkommen betrug 17.819 USD. 10,1 Prozent der Familien und 13,5 Prozent der Bevölkerung lebten unterhalb der Armutsgrenze. Davon waren 17,9 Prozent Kinder oder Jugendliche unter 18 Jahre und 9,0 Prozent waren Menschen über 65 Jahre.

## Geschichte
Newark war während der Urgeschichte ein bedeutendes Zentrum der Kulturgeschichte. Das Gebiet Newarks wurde während der Hopewell-Kultur zwischen 100 v. Chr. bis 500 n. Chr. von Indianern bewohnt. Sie haben viele, mehrere Quadratkilometer große Erdwälle gebaut, darunter in Newark den größten Erdwall im gesamten Ohio River Valley.
Observatory Mound, Observatory Circle und das verbundene Octagon (Achteck) sind etwa einen Kilometer lang. Das Octagon allein ist groß genug, um das Kolosseum von Rom viermal darin unterzubringen. Die Cheops-Pyramide könnte man im Observatory Circle unterbringen. Der 360 Meter breite Great Circle ist, zumindest dem Konstruktionsaufwand nach, der größte ringförmige Erdwall in ganz Amerika. Der etwa 2,5 m hohe Erdwall wird – bis auf den Eingang – von einem 1,5 m tiefen Wallgraben umgeben, am Eingang sind die Abmessungen noch beeindruckend größer. Auf die Bauzeit spezialisierte Geodäten und Astronomen haben bei ihren Forschungen und Untersuchungen der Lage, Größe, Ausrichtung und Beziehung der Wallanlagen untereinander herausgefunden, dass die damaligen Bewohner über gute wissenschaftliche Kenntnisse verfügten.
Die Gelände, auf dem sich die Wallanlagen befinden, ist zurzeit vom Moundbuilders Country Club angemietet und wird als Golfplatz genutzt.
In Newark befand sich eine Station der Pittsburgh, Cincinnati, Chicago and St. Louis Eisenbahn, die Pittsburgh mit Chicago und St. Louis verband.

## Wirtschaft

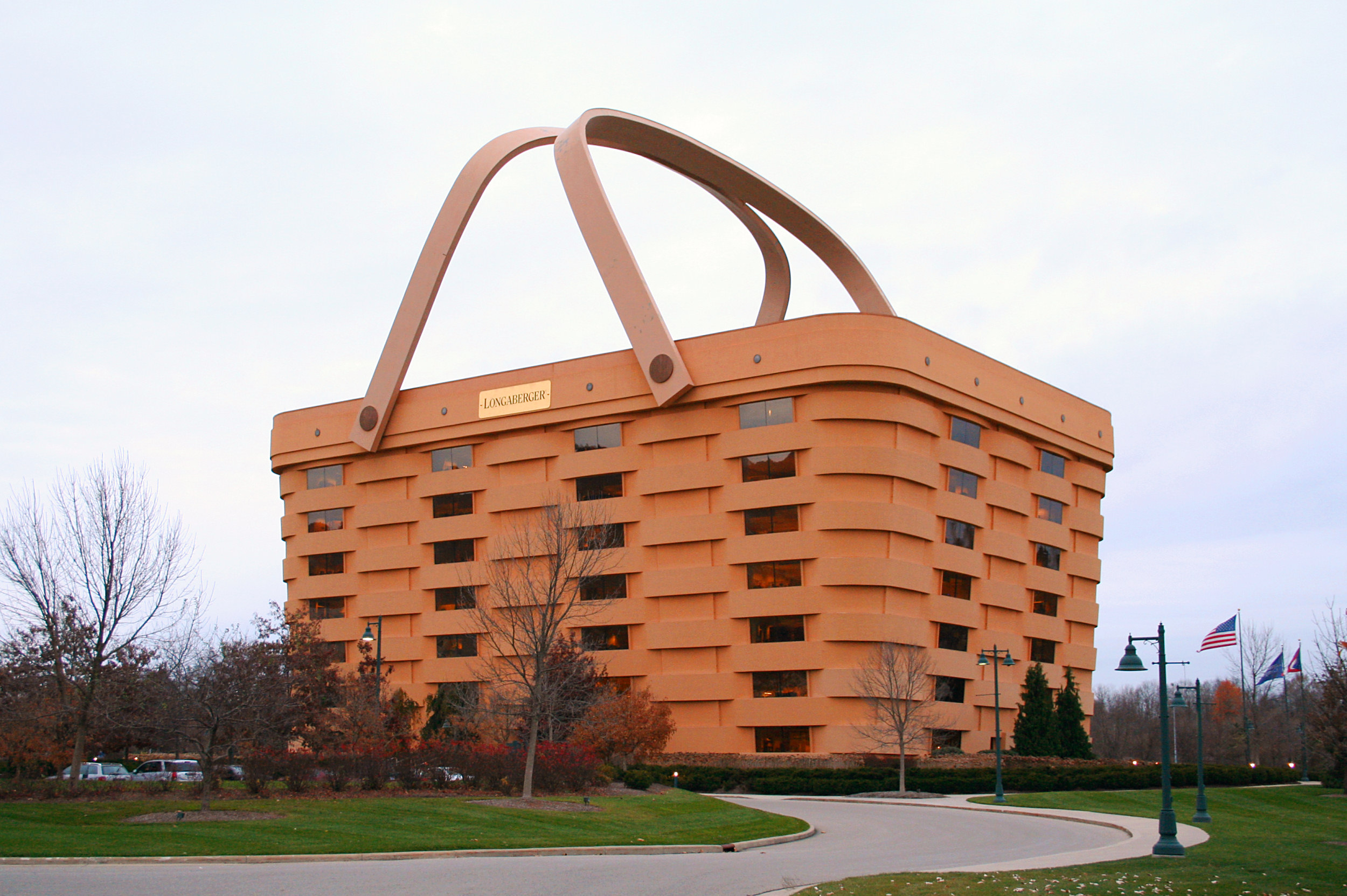
Die Firmenzentrale von Longaberger an der State Route 16 ist eine lokale Sehenswürdigkeit.

In Newark befindet sich die Firmenzentrale des amerikanischen Korbmacherunternehmens Longaberger, das aus Dresden (Ohio) stammt. Das Gebäude ist wie ein Einkaufskorb geformt, der größte der Welt. Die amerikanische Regionalbank „Park National Bank“ hat ihr Hauptquartier in Newark. Eine wichtige Produktionsstätte von Owens Corning für die Produktion von Fiberglas befindet sich ebenfalls in Newark.

## Bildung
Zum Newark City School District gehören acht Elementary Schools, zwei Intermediate Schools, drei Middle Schools, die Newark High School und die Newark Digital Academy, die auch Fernstudien ermöglicht. Außerdem gibt es noch Privatschulen im Ort.

## Personen
- Harry C. Beasley aus Newark erhielt im Jahr 1914 die Medal of Honor
- Wayne Newton (* 1942), ein beliebter Entertainer (Las Vegas) hat in Newark gewohnt
- Der erste Motor-Krankenwagen des Amerikanischen Roten Kreuzes des Ersten Weltkrieges wurde hier gebaut.
- Johnny Clem („Johnny Shiloh“), der jüngste Soldat der United States Army kam aus Newark

### Söhne und Töchter der Stadt
- Katharine Coman (1857–1915), Autorin, Lehrerin, Historikerin und Ökonomin
- Jon Hendricks (1921–2017), Jazzsänger
- Jerrie Mock (1925–2014), Pilotin, sie umflog zwischen März und April 1964 als erste Frau im Alleinflug die Erde
- Don Muhlbach (* 1981), Footballspieler
- Edward J. Roye (1815–1872), von 1870 bis 1871 Staatspräsident von Liberia
- G. David Thompson (1899–1965), Industrieller, Kunstsammler und -mäzen
- James Falconer Wilson (1828–1895), US-Senator für Iowa